# Banea Lîsovîțka, Strîi
Banea Lîsovîțka (în ucraineană Баня Лисовицька) este un sat în comuna Lîsovîci din raionul Strîi, regiunea Liov, Ucraina.

## Demografie
Componența lingvistică a localității Banea Lîsovîțka
     Ucraineană (99,09%)
     Alte limbi (0,91%)
Conform recensământului din 2001, majoritatea populației localității Banea Lîsovîțka era vorbitoare de ucraineană (99,09%), existând în minoritate și vorbitori de alte limbi.